# 传记片
傳記片（英語：Biographical film），是將非虛構或基於真人真事改編至戲劇化的一種電影類型，与一般剧情片不同的是，傳記片在情节上會依据现有的历史資料描绘出當時的环境背景，以及塑造人物的形象，在一定程度上能反映出当时的历史事件及過程。但在部分细节上，傳記片可能會有所取舍，以突顯重点。